# Love Me Again (John Newman)
Love me again is een nummer en single van de Engelse zanger John Newman. Het nummer werd onder andere gebruikt voor de voetbalgame FIFA 14.

## Tracklist
| Soort geluidsdrager | Uitgebracht | Tracks        | Duur |
| ------------------- | ----------- | ------------- | ---- |
| Download            | 13-05-2013  | Love me again | 3:35 |

## Hitnoteringen
| Hitlijst               | Datum van binnenkomst | Hoogste positie | Aantal weken | Laatste notering |
| ---------------------- | --------------------- | --------------- | ------------ | ---------------- |
| Single Top 100         | 25-05-2013            | 19              | 34           | *                |
| Nederlandse Top 40     | 08-06-2013            | 14              | 14           | 06-09-2013       |
| Vlaamse Ultratop 50    | 22-06-2013            | 6               | 20           | 02-11-2013       |
| Waalse Ultratop 50     | 13-07-2013            | 8               | 27           | 11-01-2014       |
| Australische Top 50    | 14-07-2013            | 4               | 17           | 03-11-2013       |
| Deense Top 40          | 02-08-2013            | 9               | 15           | 08-11-2013       |
| Duitse Top 100         | 20-07-2013            | 6               | 23           | 11-01-2014       |
| Franse Top 200         | 20-07-2013            | 7               | 27           | *                |
| Nieuw-Zeelandse Top 40 | 01-07-2013            | 9               | 14           | 30-09-2013       |
| Noorse Top 20          | 21-09-2013            | 9               | 13           | 14-12-2013       |
| Oostenrijkse Top 75    | 26-07-2013            | 5               | 24           | 10-01-2014       |
| Spaanse Top 50         | 07-07-2013            | 4               | 28           | *                |
| UK Singles Chart       | 13-07-2013            | 1               | 29           | *                |
| Billboard Hot 100      | 07-12-2013            | 35              | 9            | *                |
| Zweedse Top 60         | 30-08-2013            | 34              | 12           | 15-11-2013       |
| Zwitserse Top 75       | 07-07-2013            | 5               | 28           | *                |

### Nederlandse Top 40
| Hitnotering: 08-06-2013 t/m 06-09-2013 | Hitnotering: 08-06-2013 t/m 06-09-2013 | Hitnotering: 08-06-2013 t/m 06-09-2013 | Hitnotering: 08-06-2013 t/m 06-09-2013 | Hitnotering: 08-06-2013 t/m 06-09-2013 | Hitnotering: 08-06-2013 t/m 06-09-2013 | Hitnotering: 08-06-2013 t/m 06-09-2013 | Hitnotering: 08-06-2013 t/m 06-09-2013 | Hitnotering: 08-06-2013 t/m 06-09-2013 | Hitnotering: 08-06-2013 t/m 06-09-2013 | Hitnotering: 08-06-2013 t/m 06-09-2013 | Hitnotering: 08-06-2013 t/m 06-09-2013 | Hitnotering: 08-06-2013 t/m 06-09-2013 | Hitnotering: 08-06-2013 t/m 06-09-2013 | Hitnotering: 08-06-2013 t/m 06-09-2013 | Hitnotering: 08-06-2013 t/m 06-09-2013 |
| Week:                                  | 1                                      | 2                                      | 3                                      | 4                                      | 5                                      | 6                                      | 7                                      | 8                                      | 9                                      | 10                                     | 11                                     | 12                                     | 13                                     | 14                                     |                                        |
| -------------------------------------- | -------------------------------------- | -------------------------------------- | -------------------------------------- | -------------------------------------- | -------------------------------------- | -------------------------------------- | -------------------------------------- | -------------------------------------- | -------------------------------------- | -------------------------------------- | -------------------------------------- | -------------------------------------- | -------------------------------------- | -------------------------------------- | -------------------------------------- |
| Positie:                               | 25                                     | 22                                     | 14                                     | 14                                     | 16                                     | 15                                     | 17                                     | 17                                     | 20                                     | 19                                     | 26                                     | 31                                     | 33                                     | 38                                     | uit                                    |

### NederlandseSingle Top 100
| Hitnotering: (week 1 t/m 29) 25-05-2013 t/m 07-12-2013 Hitnotering: (week 30 t/m) 27-04-2013 t/m | Hitnotering: (week 1 t/m 29) 25-05-2013 t/m 07-12-2013 Hitnotering: (week 30 t/m) 27-04-2013 t/m | Hitnotering: (week 1 t/m 29) 25-05-2013 t/m 07-12-2013 Hitnotering: (week 30 t/m) 27-04-2013 t/m | Hitnotering: (week 1 t/m 29) 25-05-2013 t/m 07-12-2013 Hitnotering: (week 30 t/m) 27-04-2013 t/m | Hitnotering: (week 1 t/m 29) 25-05-2013 t/m 07-12-2013 Hitnotering: (week 30 t/m) 27-04-2013 t/m | Hitnotering: (week 1 t/m 29) 25-05-2013 t/m 07-12-2013 Hitnotering: (week 30 t/m) 27-04-2013 t/m | Hitnotering: (week 1 t/m 29) 25-05-2013 t/m 07-12-2013 Hitnotering: (week 30 t/m) 27-04-2013 t/m | Hitnotering: (week 1 t/m 29) 25-05-2013 t/m 07-12-2013 Hitnotering: (week 30 t/m) 27-04-2013 t/m | Hitnotering: (week 1 t/m 29) 25-05-2013 t/m 07-12-2013 Hitnotering: (week 30 t/m) 27-04-2013 t/m | Hitnotering: (week 1 t/m 29) 25-05-2013 t/m 07-12-2013 Hitnotering: (week 30 t/m) 27-04-2013 t/m | Hitnotering: (week 1 t/m 29) 25-05-2013 t/m 07-12-2013 Hitnotering: (week 30 t/m) 27-04-2013 t/m | Hitnotering: (week 1 t/m 29) 25-05-2013 t/m 07-12-2013 Hitnotering: (week 30 t/m) 27-04-2013 t/m | Hitnotering: (week 1 t/m 29) 25-05-2013 t/m 07-12-2013 Hitnotering: (week 30 t/m) 27-04-2013 t/m | Hitnotering: (week 1 t/m 29) 25-05-2013 t/m 07-12-2013 Hitnotering: (week 30 t/m) 27-04-2013 t/m | Hitnotering: (week 1 t/m 29) 25-05-2013 t/m 07-12-2013 Hitnotering: (week 30 t/m) 27-04-2013 t/m | Hitnotering: (week 1 t/m 29) 25-05-2013 t/m 07-12-2013 Hitnotering: (week 30 t/m) 27-04-2013 t/m | Hitnotering: (week 1 t/m 29) 25-05-2013 t/m 07-12-2013 Hitnotering: (week 30 t/m) 27-04-2013 t/m | Hitnotering: (week 1 t/m 29) 25-05-2013 t/m 07-12-2013 Hitnotering: (week 30 t/m) 27-04-2013 t/m | Hitnotering: (week 1 t/m 29) 25-05-2013 t/m 07-12-2013 Hitnotering: (week 30 t/m) 27-04-2013 t/m | Hitnotering: (week 1 t/m 29) 25-05-2013 t/m 07-12-2013 Hitnotering: (week 30 t/m) 27-04-2013 t/m | Hitnotering: (week 1 t/m 29) 25-05-2013 t/m 07-12-2013 Hitnotering: (week 30 t/m) 27-04-2013 t/m |
| Week:                                                                                            | 1                                                                                                | 2                                                                                                | 3                                                                                                | 4                                                                                                | 5                                                                                                | 6                                                                                                | 7                                                                                                | 8                                                                                                | 9                                                                                                | 10                                                                                               | 11                                                                                               | 12                                                                                               | 13                                                                                               | 14                                                                                               | 15                                                                                               | 16                                                                                               | 17                                                                                               | 18                                                                                               | 19                                                                                               | 20                                                                                               |
| ------------------------------------------------------------------------------------------------ | ------------------------------------------------------------------------------------------------ | ------------------------------------------------------------------------------------------------ | ------------------------------------------------------------------------------------------------ | ------------------------------------------------------------------------------------------------ | ------------------------------------------------------------------------------------------------ | ------------------------------------------------------------------------------------------------ | ------------------------------------------------------------------------------------------------ | ------------------------------------------------------------------------------------------------ | ------------------------------------------------------------------------------------------------ | ------------------------------------------------------------------------------------------------ | ------------------------------------------------------------------------------------------------ | ------------------------------------------------------------------------------------------------ | ------------------------------------------------------------------------------------------------ | ------------------------------------------------------------------------------------------------ | ------------------------------------------------------------------------------------------------ | ------------------------------------------------------------------------------------------------ | ------------------------------------------------------------------------------------------------ | ------------------------------------------------------------------------------------------------ | ------------------------------------------------------------------------------------------------ | ------------------------------------------------------------------------------------------------ |
| Positie:                                                                                         | 79                                                                                               | 29                                                                                               | 37                                                                                               | 30                                                                                               | 26                                                                                               | 33                                                                                               | 23                                                                                               | 20                                                                                               | 21                                                                                               | 22                                                                                               | 22                                                                                               | 19                                                                                               | 22                                                                                               | 28                                                                                               | 24                                                                                               | 31                                                                                               | 39                                                                                               | 48                                                                                               | 50                                                                                               | 61                                                                                               |
| Week:                                                                                            | 21                                                                                               | 22                                                                                               | 23                                                                                               | 24                                                                                               | 25                                                                                               | 26                                                                                               | 27                                                                                               | 28                                                                                               | 29                                                                                               |                                                                                                  | 30                                                                                               | 31                                                                                               | 32                                                                                               | 33                                                                                               | 34                                                                                               | 35                                                                                               | 36                                                                                               | 37                                                                                               | 38                                                                                               | 39                                                                                               |
| Positie:                                                                                         | 75                                                                                               | 70                                                                                               | 68                                                                                               | 83                                                                                               | 61                                                                                               | 86                                                                                               | 78                                                                                               | 86                                                                                               | 90                                                                                               | uit                                                                                              | 44                                                                                               | 51                                                                                               |                                                                                                  |                                                                                                  |                                                                                                  |                                                                                                  |                                                                                                  |                                                                                                  |                                                                                                  |                                                                                                  |

### NPO Radio 2 Top 2000
| Nummer met noteringen in de NPO Radio 2 Top 2000 | '14  | '15  |
| ------------------------------------------------ | ---- | ---- |
| Love Me Again                                    | 1605 | 1616 |

1. ↑  Een vetgedrukt getal geeft de hoogste notering aan.
2. ↑  2014 was het eerste jaar met een notering voor dit nummer.
3. ↑  Deze tabel is bijgewerkt tot en met de laatste editie (2024).